# Perotinus Magnus

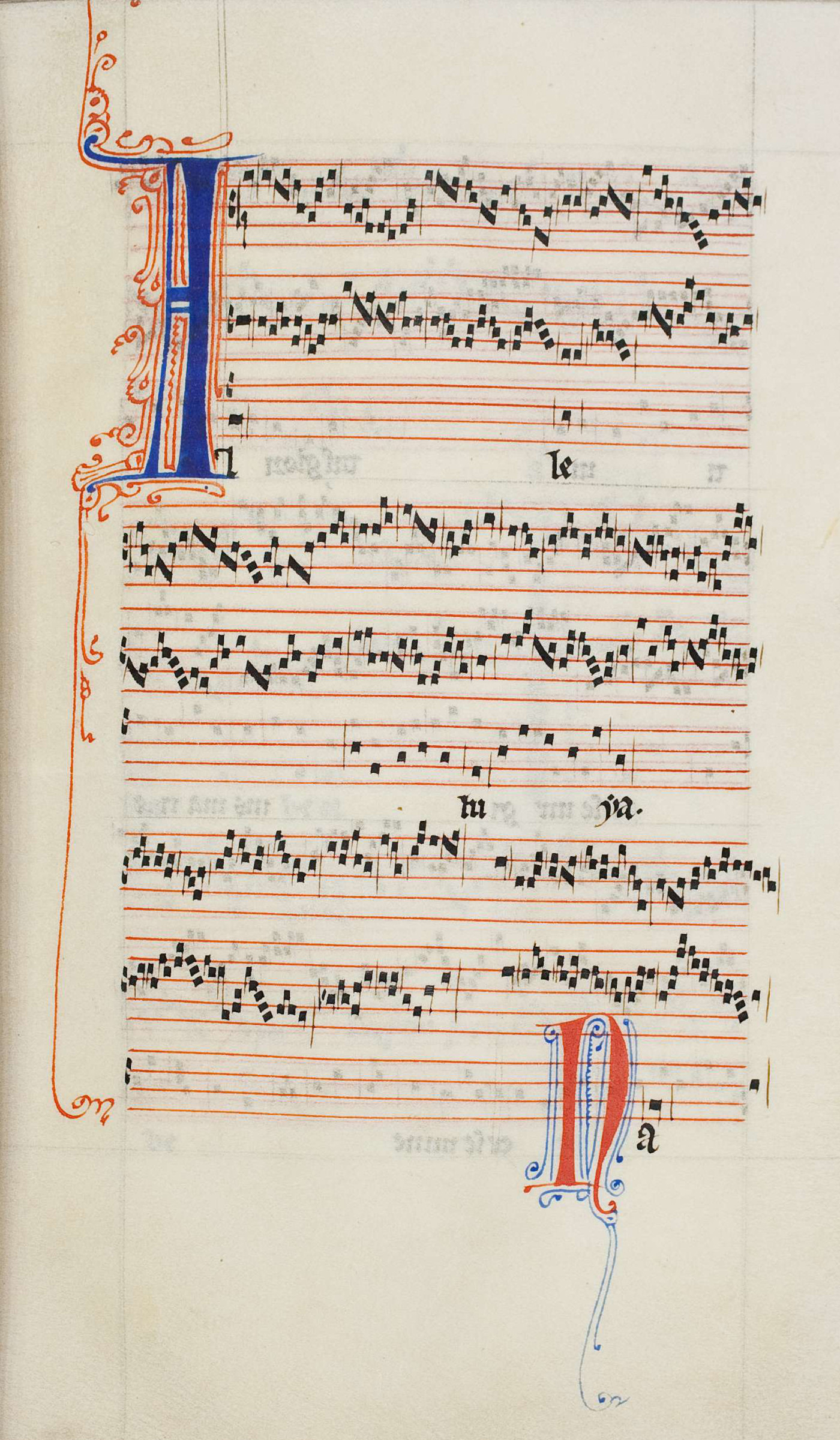
Perotinova skladba – tříhlasé organum Alleluia nativitas

Perotinus, Perotinus Magnus, také Magister Perotinus či Pérotin byl francouzský skladatel, nejvýznamnější představitel tzv. Notredamské školy a spolu s magistrem Léoninem autor sbírky Magnus liber organi. Působil v Paříži kolem roku 1200 (data narození a úmrtí nejsou známa) jako kapelník katedrály Notre Dame. Znám je díky spisům hudebních teoretiků Jana z Garlandie a autora, píšícího pod jménem Anonym IV, kteří žili v polovině 13. století.

## Dílo
Pérotin revidoval, zkrátil a modernizoval starší Léoninovu verzi Magnus liber organi. Přepsal mnoho skladeb do nových forem. Užíval pokročilejší rytmiky. Přidáním nových rytmických forem předznamenal Perotinus další vývoj hudby. Nesouhlasil navíc s přílišnou rozvleklostí pasáží beze změn, čímž zdůraznil potřebu průběžného vnitřního vývoje hudební skladby, což je spolu se zdokonalením skladebné techniky diskantu rozšířením o třetí a čtvrtý hlas zásadním přínosem tohoto skladatele. Zdá se, že Pérotinova tvorba byla velmi rozsáhlá a počet jím vytvořených skladeb jde do stovek.